# Divisione unità specializzate carabinieri
La Divisione unità specializzate carabinieri  è un'unità militare dell'Arma dei Carabinieri  posto alle dipendenze del Comando delle unità mobili e specializzate carabinieri "Palidoro".

## Organizzazione
La divisione, nata il 21 febbraio 2001, è costituita da reparti altamente qualificati, molti dei quali operano, nell’ambito di vari Dicasteri e alle dipendenze funzionali dei rispettivi Ministri.
- Raggruppamento aeromobili carabinieri
- Comando carabinieri per la tutela del lavoro
- Comando carabinieri per la tutela della salute
- Comando carabinieri antifalsificazione monetaria
- Comando carabinieri Banca d'Italia
- Comando carabinieri per la tutela del patrimonio culturale
- RaCIS - Raggruppamento carabinieri investigazioni scientifiche

### Comandanti
Nel settembre 2019 diviene comandante il generale di Divisione Gianfranco Cavallo.
Dal 1º Gennaio 2022 il comandante è il generale di Divisione Paolo Carra.
Il 20 febbraio 2025 subentra come nuovo Comandante, il Generale di Divisione Pietro Salsano. 